# Montirone
Montirone ist eine norditalienische Gemeinde (comune) mit 5063 Einwohnern (Stand 31. Dezember 2023) in der Provinz Brescia in der Lombardei. Die Gemeinde liegt etwa 10,5 Kilometer südlich von Brescia.

## Geschichte
Im 11. Jahrhundert wird der Name Montirone, der sich vom lateinischen mons Tironis bzw. von monti di terra ableitet, erstmals urkundlich bekannt.

## Verkehr
Durch den Westen der Gemeinde führt die Autostrada A21 von Brescia nach Cremona und Piacenza. Der Bahnhof von Montirone liegt an der Bahnstrecke Parma–Brescia.